# 東京都児童会館
東京都児童会館（とうきょうとじどうかいかん）とは、東京都渋谷区渋谷にあった大型児童館である。1964年3月20日開館。
皇太子明仁親王（現明仁上皇）の結婚・浩宮徳仁親王（現在の天皇）の生誕を記念し、民間からの寄付金により建設された。
地上5階・地下1階の建物でホールも併設していた。設計は大谷幸夫、施工は大林組。
長らく児童の健全な育成の場として利用されたきたが、2012年に閉館し解体された。
跡地には渋谷区役所仮庁舎跡地と「都市再生ステップアップ・プロジェクト（渋谷地区）渋谷一丁目地区共同開発事業」で行うことにした。

## 沿革
- 1959年（昭和34年）4月 - 東京都児童審議会が「皇太子殿下ご成婚記念事業」として建設を企画、東京都知事に要請
- 1962年（昭和37年）2月 - 着工
- 1964年（昭和39年）3月20日 - 開館式
- 1964年（昭和39年）3月 - 皇太子・皇太子妃が来館
- 1964年3月22日 - 一般公開開始
- 1964年 - 「児童クラブ活動」開始（演劇部など）。年度末にホールで「発表会」開催。演劇部演目は「オズの魔法使い」
- 1965年（昭和40年）7月 - 浩宮・皇太子妃が来館
- 1966年（昭和41年）4月 - 皇太子・皇太子妃が来館
- 1969年（昭和44年）10月 - 「コンピュータ・コーナー」開設
- 1969年11月 - 「日曜こども劇場」開始
- 1970年（昭和45年）4月 - 広報紙「月のあんない」発刊
- 1973年（昭和48年）8月 - 「夏休み児童演劇フェスティバル」開始
- 1974年（昭和49年）3月 - 開館10周年記念行事・あゆみ展開催
- 1975年（昭和50年）3月 - 「春休み音楽フェスティバル」開始
- 1978年（昭和53年）3月 - ロボット「シルバーナイト」公開
- 1984年（昭和59年）3月 - 開館20周年記念行事・記念誌発行
- 1984年3月 - 3階「農家のくらし」公開
- 1989年（平成元年）9月 - 全面改修工事（平成2年4月まで）
- 1990年（平成2年）4月 - 玄関前にモニュメント「夢の星」設置
- 1990年7月 - 「渋谷スタンプラリー」初参加
- 1993年（平成5年）3月 - 3階に「ミニシアター」設置
- 1994年（平成6年）3月 - 開館30周年記念式開催
- 1996年（平成8年）4月 - 3階に「人体迷路」設置
- 1997年（平成9年）4月 - 4階に「音楽スタジオ」増設
- 2004年（平成16年）3月 - 開館40周年記念事業開催
- 2011年（平成23年）3月11日 - 東日本大震災以降休館
- 2011年（平成23年）12月15日 - 東京都議会において「東京都児童会館条例を廃止する条例」が可決[2]
- 2012年（平成24年）3月31日 - 閉館

## 施設概要
- 屋上 運動のひろば
  - 一輪車・ローラースケート・インラインスケート・竹馬などができる

- 5階 図書のひろば
  - 図書コーナー 児童向けの図書を所蔵し、貸出もしている。
  - 中高生ラウンジ
  - 芝生ひろば

- 4階 造形・音楽のひろば、講堂
  - 造形コーナー リサイクル工作や粘土遊びなどができる。
  - 音あそびコーナー ピアノや打楽器などで遊べる。
  - 音楽スタジオ バンド練習ができる（登録予約制）。

- 3階 わくわくひろば、軽食堂・売店
  - 科学工作コーナー 科学的要素を含む工作ができる。
  - 紙工作コーナー お面など紙工作ができる。
  - パソコンコーナー パソコンを利用できる。
  - イベントコーナー
  - 人体迷路 人体をモチーフにした大型遊具。
  - ほのぼのコーナー 幼児親子の場。
  - ミニシアター ビデオやアニメを上映。
  - 農家のくらし 農家の生活を再現したスペース。
  - 無線交信室 JA1YJF
  - 軽食堂・売店

- 2階 のびのびひろば
  - ファミリーコーナー 乳幼児が遊べる場。
  - アスレチックコーナー 乳幼児向けのアスレチック。
  - 休憩コーナー
  - こども相談室 こどものための相談を受ける。

- 中2階 会議室・事務室・応接室

- 1階 玄関ロビー
  - 案内
  - おりがみランド
  - 休憩室

- 地下1階 木工作・遊具のひろば
  - 木工作室 木を使った工作ができる。
  - 多目的スペース 卓球台と子供用の自動車型遊具がある。
  - 展示コーナー
  - オリエンテーションルーム1、2
  - くつろぎコーナー

- ホール（別棟）
  - 日曜・祝日に会館主催の「こども劇場」を行なう。児童健全育成に関連する公演・行事に有料で貸出もしていた。

## 利用案内
- 所在地：東京都渋谷区渋谷1丁目18番24号
- 開館時間：
  - 9:00～17:00（入館は16:45まで）
  - 7月・8月は9:00～18:00（入館は17:45まで）
- 入館料：無料
- 休館日：年末年始（12月29日から1月3日）、臨時休館日（月に1、2回）

## アクセス
- 渋谷駅東口から徒歩7分

## 近隣施設
- 宮下公園